# رضا أباد (بردسرة)
رضا أباد (بالفارسية: رضاآباد) هي مستوطنة تقع في إيران في قسم بردسرة الريفي. يقدر عدد سكانها بـ 413 نسمة .